# Batalha de Jowhar
Batalha de Jowhar foi uma batalha da Guerra da Somália em 2006 travada entre a União dos Tribunais Islâmicos (UTI) e milícias afiliadas contra as forças da Etiópia e do Governo Transicional Federal da Somália pelo controle da cidade de Jowhar. Começou em 27 de dezembro de 2006 durante a retirada das forças da União dos Tribunais Islâmicos que reagruparam-se perto de seu reduto de Jowhar.  Tornou-se a última grande cidade e reduto estratégico da União dos Tribunais Islâmicos a cair para as forças etíopes e do Governo Transicional Federal antes que esses últimos chegassem a Mogadíscio dois dias depois. 

## Antecedentes
Depois de não conseguir conter o avanço das forças etíopes e do Governo Transicional Federal na Batalha de Baidoa, a União dos Tribunais Islâmicos deu inicio ao que chamou de "recuo tático", partindo das linhas de frente em direção a Mogadíscio. Jowhar, uma grande cidade que havia sido tomada da Aliança para a Restauração da Paz e Contra o Terrorismo (ARPCT) em junho, tornou-se um reduto da União dos Tribunais Islâmicos e foi para onde muitos se retiraram. Centenas de refugiados civis fugiram de Jowhar em antecipação aos combates, aumentando as preocupações humanitárias criadas por enchentes, fome e doenças. 

## Batalha
Relatos de Jowhar afirmavam que os combates começaram em 27 de dezembro na cidade de Jimbale.  Combatentes islamistas usaram canais de irrigação como fortificações de defesa da cidade em uma tentativa de deter uma retirada geral. Foi relatado ter sido tomado pelas forças etíopes e do Governo Transicional Federal em um ataque do alvorecer, usando artilharia, morteiros e metralhadoras pesadas. O ex-senhor da guerra e ex-governante de Jowhar, Mohammed Dheere, liderou o ataque. 
Às 10h da manhã, as forças islamistas foram retiradas da cidade.  Às 10h30, testemunhas informaram ter visto tropas etíopes fortemente armadas com tanques entrando no antigo reduto da UTI. As baixas eram desconhecidas naquele momento. Alguns relatos afirmavam que os soldados da União dos Tribunais Islâmicos saíram sem lutar. Segundo uma testemunha, as forças islamistas retiraram-se da cidade antes que as tropas etíopes pudessem avançar.
No entanto, os combates ainda podiam ser ouvidos em um acampamento militar ao sul de Jowhar. 

## Resultado
A perda de Jowhar levou a União dos Tribunais Islâmicos a recuar ainda mais para Balad, em Shabeellaha Dhexe, a 30 quilômetros de Mogadíscio. Isso criou caos na cidade, de acordo com algumas fontes, incluindo pilhagens. 
Em seu retorno, o senhor da guerra Dheere declarou à multidão após a batalha: "Atacaremos Mogadíscio amanhã, a partir de duas direções." Ele referia-se  ao avanço que estava ocorrendo na estrada principal entre Baidoa e Mogadíscio, onde sons de batalha ainda podiam ser ouvidos no vilarejo de Leego. Combates também são relatados em um acampamento militar ao sul de Jowhar.
Após a batalha em Jowhar, milhares de soldados etíopes e somalis alinhados ao governo, acompanhados de tanques, continuaram avançando para o sul em direção a Balad, a próxima grande cidade a caminho da capital (30 km ao norte de Mogadíscio); passando pela aldeia de Qalimow (40 km, 25 milhas ao norte de Balad), conforme relatado por um morador local. No final do dia, ocupariam Balad, onde a coluna fez uma parada para evitar causar vítimas civis em Mogadíscio. 